# SA-220
La SA-220 es una carretera de titularidad autonómica de la Junta de Castilla y León (España) que discurre por la provincia de Salamanca entre las localidades de Béjar y Ciudad Rodrigo.
Además pasa por las localidades de Cristóbal, Sequeros, San Miguel del Robledo, Cereceda de la Sierra, El Cabaco, El Maíllo, Morasverdes y Tenebrón en la provincia de Salamanca.
Pertenece a la Red Complementaria Preferente de la Junta de Castilla y León.
Esta carretera destaca por su trazado sinuoso, con rampas y pendientes que en algunos casos superan el 5 % de desnivel. Cuenta con una intensidad de tráfico de 1.164 vehículos al día, con un 14 % de tráfico pesado.

## Historia
- La SA-220 se corresponde en su totalidad con la Antigua carretera comarcal C-515.
- En el tramo que va de Santibáñez de la Sierra (Intersección con SA-205)  a Miranda del Castañar (Intersección con SA-225) se corresponde además de con la antigua C-515 también con la antigua C-512, ya que ambas vías compartían este tramo, siendo este el tercer tramo de los cinco en los que fue dividida la antigua C-512

## Recorrido
La carretera SA-220 tiene su origen en la intersección con las carreteras N-630, y DSA-190 en Béjar y termina en Ciudad Rodrigo en la intersección con las carreteras N-620, y SA-324 formando parte de la Red de carreteras de Salamanca.

### Tramo Béjar - Santibáñez de la Sierra
| Béjar (Intersección con /) - Santibáñez de la Sierra (Intersección con ) | Béjar (Intersección con /) - Santibáñez de la Sierra (Intersección con ) | Béjar (Intersección con /) - Santibáñez de la Sierra (Intersección con ) | Béjar (Intersección con /) - Santibáñez de la Sierra (Intersección con ) | Béjar (Intersección con /) - Santibáñez de la Sierra (Intersección con ) | Béjar (Intersección con /) - Santibáñez de la Sierra (Intersección con ) | Béjar (Intersección con /) - Santibáñez de la Sierra (Intersección con ) | Béjar (Intersección con /) - Santibáñez de la Sierra (Intersección con ) | Béjar (Intersección con /) - Santibáñez de la Sierra (Intersección con ) | Béjar (Intersección con /) - Santibáñez de la Sierra (Intersección con ) | Béjar (Intersección con /) - Santibáñez de la Sierra (Intersección con ) |
| Esquema                                                                  | PK                                                                       | Sentido Ciudad Rodrigo                                                   | Sentido Ciudad Rodrigo                                                   | Sentido Ciudad Rodrigo                                                   | Sentido Ciudad Rodrigo                                                   | Sentido Béjar                                                            | Sentido Béjar                                                            | Sentido Béjar                                                            | Sentido Béjar                                                            | Incidencias                                                              |
| Esquema                                                                  | PK                                                                       | Velocidad                                                                | Elemento                                                                 | Salida                                                                   | Salida                                                                   | Salida                                                                   | Salida                                                                   | Elemento                                                                 | Velocidad                                                                | Incidencias                                                              |
| Esquema                                                                  | PK                                                                       | Velocidad                                                                | Elemento                                                                 | Dir.                                                                     | Nombre                                                                   | Nombre                                                                   | Dir.                                                                     | Elemento                                                                 | Velocidad                                                                | Incidencias                                                              |
| ------------------------------------------------------------------------ | ------------------------------------------------------------------------ | ------------------------------------------------------------------------ | ------------------------------------------------------------------------ | ------------------------------------------------------------------------ | ------------------------------------------------------------------------ | ------------------------------------------------------------------------ | ------------------------------------------------------------------------ | ------------------------------------------------------------------------ | ------------------------------------------------------------------------ | ------------------------------------------------------------------------ |
|                                                                          | 0,0                                                                      |                                                                          |                                                                          | Cáceres                                                                  | Cáceres                                                                  | Cáceres                                                                  |                                                                          |                                                                          |                                                                          |                                                                          |
| Candelario                                                               | 0,0                                                                      |                                                                          |                                                                          |                                                                          |                                                                          |                                                                          |                                                                          |                                                                          |                                                                          |                                                                          |
| Salamanca                                                                | 0,0                                                                      |                                                                          |                                                                          |                                                                          |                                                                          |                                                                          |                                                                          |                                                                          |                                                                          |                                                                          |
|                                                                          | 0,3                                                                      |                                                                          |                                                                          |                                                                          | Salamanca                                                                | Salamanca                                                                |                                                                          |                                                                          |                                                                          |                                                                          |
|                                                                          | 0,7                                                                      |                                                                          |                                                                          | BÉJAR                                                                    | BÉJAR                                                                    | BÉJAR                                                                    | BÉJAR                                                                    |                                                                          |                                                                          |                                                                          |
|                                                                          | 0,7                                                                      |                                                                          |                                                                          | Río Riofrío                                                              | Río Riofrío                                                              | Río Riofrío                                                              | Río Riofrío                                                              |                                                                          |                                                                          |                                                                          |
|                                                                          | 1,5                                                                      |                                                                          |                                                                          | Béjar                                                                    | Béjar                                                                    | Béjar                                                                    | Béjar                                                                    |                                                                          |                                                                          |                                                                          |
|                                                                          | 2,2                                                                      |                                                                          |                                                                          | Navalmoral de Béjar Ledrada                                              | Navalmoral de Béjar Ledrada                                              | Navalmoral de Béjar Ledrada                                              | Navalmoral de Béjar Ledrada                                              |                                                                          |                                                                          |                                                                          |
|                                                                          | 2,6                                                                      |                                                                          |                                                                          |                                                                          | Camino agrícola                                                          | Camino agrícola                                                          |                                                                          |                                                                          |                                                                          |                                                                          |
|                                                                          | 2,6                                                                      | Salamanca                                                                |                                                                          |                                                                          |                                                                          |                                                                          |                                                                          |                                                                          |                                                                          |                                                                          |
|                                                                          | 2,6                                                                      | Planta de Transferencia de Residuos                                      |                                                                          |                                                                          |                                                                          |                                                                          |                                                                          |                                                                          |                                                                          |                                                                          |
|                                                                          | 2,8                                                                      |                                                                          |                                                                          |                                                                          | Polígono Industrial                                                      | Polígono Industrial                                                      |                                                                          |                                                                          |                                                                          |                                                                          |
|                                                                          | 2,8                                                                      | Cáceres                                                                  |                                                                          |                                                                          |                                                                          |                                                                          |                                                                          |                                                                          |                                                                          |                                                                          |
|                                                                          | 8,0                                                                      |                                                                          |                                                                          | Navalmoral de Béjar Ledrada                                              | Navalmoral de Béjar Ledrada                                              | Navalmoral de Béjar Ledrada                                              | Navalmoral de Béjar Ledrada                                              |                                                                          |                                                                          |                                                                          |
|                                                                          | 9,0                                                                      |                                                                          |                                                                          | La Calzada de Béjar                                                      | La Calzada de Béjar                                                      | La Calzada de Béjar                                                      | La Calzada de Béjar                                                      |                                                                          |                                                                          |                                                                          |
|                                                                          | 10,8                                                                     |                                                                          |                                                                          |                                                                          | Valdefuentes de Sangusín                                                 | Valdefuentes de Sangusín                                                 |                                                                          |                                                                          |                                                                          |                                                                          |
|                                                                          | 10,8                                                                     | CV-135 Valdehijaderos                                                    |                                                                          |                                                                          |                                                                          |                                                                          |                                                                          |                                                                          |                                                                          |                                                                          |
|                                                                          | 16,2                                                                     |                                                                          |                                                                          |                                                                          | CM-319 Valdefuentes de Sangusín                                          | CM-319 Valdefuentes de Sangusín                                          |                                                                          |                                                                          |                                                                          |                                                                          |
|                                                                          | 16,2                                                                     | CM-319 Horcajo de Montemayor                                             |                                                                          |                                                                          |                                                                          |                                                                          |                                                                          |                                                                          |                                                                          |                                                                          |
|                                                                          | 19,4                                                                     |                                                                          |                                                                          | CRISTÓBAL                                                                | CRISTÓBAL                                                                | CRISTÓBAL                                                                | CRISTÓBAL                                                                |                                                                          |                                                                          |                                                                          |
|                                                                          | 19,5                                                                     |                                                                          |                                                                          | Valdelacasa Guijuelo                                                     | Valdelacasa Guijuelo                                                     | Valdelacasa Guijuelo                                                     | Valdelacasa Guijuelo                                                     |                                                                          |                                                                          |                                                                          |
|                                                                          | 19,6                                                                     |                                                                          |                                                                          | CRISTÓBAL                                                                | CRISTÓBAL                                                                | CRISTÓBAL                                                                | CRISTÓBAL                                                                |                                                                          |                                                                          |                                                                          |
|                                                                          | 21,4                                                                     |                                                                          |                                                                          | Santa María de los Llanos Molinillo                                      | Santa María de los Llanos Molinillo                                      | Santa María de los Llanos Molinillo                                      | Santa María de los Llanos Molinillo                                      |                                                                          |                                                                          |                                                                          |
|                                                                          | 25,0                                                                     |                                                                          |                                                                          |                                                                          | Vecinos Santibáñez de la Sierra                                          | Vecinos Santibáñez de la Sierra                                          |                                                                          |                                                                          |                                                                          |                                                                          |
|                                                                          | 25,0                                                                     | Ciudad Rodrigo Garcibuey                                                 |                                                                          |                                                                          |                                                                          |                                                                          |                                                                          |                                                                          |                                                                          |                                                                          |
|                                                                          | 25,0                                                                     | Béjar Cristóbal                                                          |                                                                          |                                                                          |                                                                          |                                                                          |                                                                          |                                                                          |                                                                          |                                                                          |

### Tramo Santibáñez de la Sierra - Miranda del Castañar(Tramo antiguaC-512)
| Santibáñez de la Sierra (Intersección con ) - Miranda del Castañar (Intersección con ) | Santibáñez de la Sierra (Intersección con ) - Miranda del Castañar (Intersección con ) | Santibáñez de la Sierra (Intersección con ) - Miranda del Castañar (Intersección con ) | Santibáñez de la Sierra (Intersección con ) - Miranda del Castañar (Intersección con ) | Santibáñez de la Sierra (Intersección con ) - Miranda del Castañar (Intersección con ) | Santibáñez de la Sierra (Intersección con ) - Miranda del Castañar (Intersección con ) | Santibáñez de la Sierra (Intersección con ) - Miranda del Castañar (Intersección con ) | Santibáñez de la Sierra (Intersección con ) - Miranda del Castañar (Intersección con ) | Santibáñez de la Sierra (Intersección con ) - Miranda del Castañar (Intersección con ) | Santibáñez de la Sierra (Intersección con ) - Miranda del Castañar (Intersección con ) | Santibáñez de la Sierra (Intersección con ) - Miranda del Castañar (Intersección con ) |
| Esquema                                                                                | PK                                                                                     | Sentido Ciudad Rodrigo                                                                 | Sentido Ciudad Rodrigo                                                                 | Sentido Ciudad Rodrigo                                                                 | Sentido Ciudad Rodrigo                                                                 | Sentido Béjar                                                                          | Sentido Béjar                                                                          | Sentido Béjar                                                                          | Sentido Béjar                                                                          | Incidencias                                                                            |
| Esquema                                                                                | PK                                                                                     | Velocidad                                                                              | Elemento                                                                               | Salida                                                                                 | Salida                                                                                 | Salida                                                                                 | Salida                                                                                 | Elemento                                                                               | Velocidad                                                                              | Incidencias                                                                            |
| Esquema                                                                                | PK                                                                                     | Velocidad                                                                              | Elemento                                                                               | Dir.                                                                                   | Nombre                                                                                 | Nombre                                                                                 | Dir.                                                                                   | Elemento                                                                               | Velocidad                                                                              | Incidencias                                                                            |
| -------------------------------------------------------------------------------------- | -------------------------------------------------------------------------------------- | -------------------------------------------------------------------------------------- | -------------------------------------------------------------------------------------- | -------------------------------------------------------------------------------------- | -------------------------------------------------------------------------------------- | -------------------------------------------------------------------------------------- | -------------------------------------------------------------------------------------- | -------------------------------------------------------------------------------------- | -------------------------------------------------------------------------------------- | -------------------------------------------------------------------------------------- |
|                                                                                        | 25,0                                                                                   |                                                                                        |                                                                                        |                                                                                        | Vecinos Santibáñez de la Sierra                                                        | Vecinos Santibáñez de la Sierra                                                        |                                                                                        |                                                                                        |                                                                                        |                                                                                        |
|                                                                                        | 25,0                                                                                   | Ciudad Rodrigo Garcibuey                                                               |                                                                                        |                                                                                        |                                                                                        |                                                                                        |                                                                                        |                                                                                        |                                                                                        |                                                                                        |
|                                                                                        | 25,0                                                                                   | Béjar Cristóbal                                                                        |                                                                                        |                                                                                        |                                                                                        |                                                                                        |                                                                                        |                                                                                        |                                                                                        |                                                                                        |
|                                                                                        | 27,4                                                                                   |                                                                                        |                                                                                        | Río Alagón                                                                             | Río Alagón                                                                             | Río Alagón                                                                             | Río Alagón                                                                             |                                                                                        |                                                                                        |                                                                                        |
|                                                                                        | 27,4                                                                                   |                                                                                        |                                                                                        | Valero                                                                                 | Valero                                                                                 | Valero                                                                                 | Valero                                                                                 |                                                                                        |                                                                                        |                                                                                        |
|                                                                                        | 32,6                                                                                   |                                                                                        |                                                                                        |                                                                                        | Ciudad Rodrigo Garcibuey                                                               | Ciudad Rodrigo Garcibuey                                                               |                                                                                        |                                                                                        |                                                                                        |                                                                                        |
|                                                                                        | 32,6                                                                                   | Sotoserrano Miranda del Castañar                                                       |                                                                                        |                                                                                        |                                                                                        |                                                                                        |                                                                                        |                                                                                        |                                                                                        |                                                                                        |
|                                                                                        | 32,6                                                                                   | Béjar Cristóbal                                                                        |                                                                                        |                                                                                        |                                                                                        |                                                                                        |                                                                                        |                                                                                        |                                                                                        |                                                                                        |

### Tramo Miranda del Castañar - Ciudad Rodrigo
| Miranda del Castañar (Intersección con ) - Ciudad Rodrigo (Intersección con /) | Miranda del Castañar (Intersección con ) - Ciudad Rodrigo (Intersección con /) | Miranda del Castañar (Intersección con ) - Ciudad Rodrigo (Intersección con /) | Miranda del Castañar (Intersección con ) - Ciudad Rodrigo (Intersección con /) | Miranda del Castañar (Intersección con ) - Ciudad Rodrigo (Intersección con /) | Miranda del Castañar (Intersección con ) - Ciudad Rodrigo (Intersección con /) | Miranda del Castañar (Intersección con ) - Ciudad Rodrigo (Intersección con /) | Miranda del Castañar (Intersección con ) - Ciudad Rodrigo (Intersección con /) | Miranda del Castañar (Intersección con ) - Ciudad Rodrigo (Intersección con /) | Miranda del Castañar (Intersección con ) - Ciudad Rodrigo (Intersección con /) | Miranda del Castañar (Intersección con ) - Ciudad Rodrigo (Intersección con /) |
| Esquema                                                                        | PK                                                                             | Sentido Ciudad Rodrigo                                                         | Sentido Ciudad Rodrigo                                                         | Sentido Ciudad Rodrigo                                                         | Sentido Ciudad Rodrigo                                                         | Sentido Béjar                                                                  | Sentido Béjar                                                                  | Sentido Béjar                                                                  | Sentido Béjar                                                                  | Incidencias                                                                    |
| Esquema                                                                        | PK                                                                             | Velocidad                                                                      | Elemento                                                                       | Salida                                                                         | Salida                                                                         | Salida                                                                         | Salida                                                                         | Elemento                                                                       | Velocidad                                                                      | Incidencias                                                                    |
| Esquema                                                                        | PK                                                                             | Velocidad                                                                      | Elemento                                                                       | Dir.                                                                           | Nombre                                                                         | Nombre                                                                         | Dir.                                                                           | Elemento                                                                       | Velocidad                                                                      | Incidencias                                                                    |
| ------------------------------------------------------------------------------ | ------------------------------------------------------------------------------ | ------------------------------------------------------------------------------ | ------------------------------------------------------------------------------ | ------------------------------------------------------------------------------ | ------------------------------------------------------------------------------ | ------------------------------------------------------------------------------ | ------------------------------------------------------------------------------ | ------------------------------------------------------------------------------ | ------------------------------------------------------------------------------ | ------------------------------------------------------------------------------ |
|                                                                                | 32,6                                                                           |                                                                                |                                                                                |                                                                                | Ciudad Rodrigo Garcibuey                                                       | Ciudad Rodrigo Garcibuey                                                       |                                                                                |                                                                                |                                                                                |                                                                                |
|                                                                                | 32,6                                                                           | Sotoserrano Miranda del Castañar                                               |                                                                                |                                                                                |                                                                                |                                                                                |                                                                                |                                                                                |                                                                                |                                                                                |
|                                                                                | 32,6                                                                           | Béjar Cristóbal                                                                |                                                                                |                                                                                |                                                                                |                                                                                |                                                                                |                                                                                |                                                                                |                                                                                |
|                                                                                | 35,8                                                                           |                                                                                |                                                                                |                                                                                | Miranda del Castañar                                                           | Miranda del Castañar                                                           |                                                                                |                                                                                |                                                                                |                                                                                |
|                                                                                | 36,5                                                                           |                                                                                |                                                                                |                                                                                | Garcibuey                                                                      | Garcibuey                                                                      |                                                                                |                                                                                |                                                                                |                                                                                |
|                                                                                | 40,5                                                                           |                                                                                |                                                                                | Villanueva del Conde                                                           | Villanueva del Conde                                                           | Villanueva del Conde                                                           | Villanueva del Conde                                                           |                                                                                |                                                                                |                                                                                |
|                                                                                | 41,8                                                                           |                                                                                |                                                                                |                                                                                | Sequeros                                                                       | Sequeros                                                                       |                                                                                |                                                                                |                                                                                |                                                                                |
|                                                                                | 42,4                                                                           |                                                                                |                                                                                | SEQUEROS                                                                       | SEQUEROS                                                                       | SEQUEROS                                                                       | SEQUEROS                                                                       |                                                                                |                                                                                |                                                                                |
|                                                                                | 43,1                                                                           |                                                                                |                                                                                | SEQUEROS                                                                       | SEQUEROS                                                                       | SEQUEROS                                                                       | SEQUEROS                                                                       |                                                                                |                                                                                |                                                                                |
|                                                                                | 45,7                                                                           |                                                                                |                                                                                | San Martín del Castañar Las Casas del Conde                                    | San Martín del Castañar Las Casas del Conde                                    | San Martín del Castañar Las Casas del Conde                                    | San Martín del Castañar Las Casas del Conde                                    |                                                                                |                                                                                |                                                                                |
|                                                                                | 46,2                                                                           |                                                                                |                                                                                | SAN MIGUEL DEL ROBLEDO                                                         | SAN MIGUEL DEL ROBLEDO                                                         | SAN MIGUEL DEL ROBLEDO                                                         | SAN MIGUEL DEL ROBLEDO                                                         |                                                                                |                                                                                |                                                                                |
|                                                                                | 46,6                                                                           |                                                                                |                                                                                | SAN MIGUEL DEL ROBLEDO                                                         | SAN MIGUEL DEL ROBLEDO                                                         | SAN MIGUEL DEL ROBLEDO                                                         | SAN MIGUEL DEL ROBLEDO                                                         |                                                                                |                                                                                |                                                                                |
|                                                                                | 49,7                                                                           |                                                                                |                                                                                |                                                                                | Cereceda de la Sierra Ciudad Rodrigo                                           | Cereceda de la Sierra Ciudad Rodrigo                                           |                                                                                |                                                                                |                                                                                |                                                                                |
|                                                                                | 49,7                                                                           | Tamames                                                                        |                                                                                |                                                                                |                                                                                |                                                                                |                                                                                |                                                                                |                                                                                |                                                                                |
|                                                                                | 49,7                                                                           | Sequeros Béjar                                                                 |                                                                                |                                                                                |                                                                                |                                                                                |                                                                                |                                                                                |                                                                                |                                                                                |
|                                                                                | 51,8                                                                           |                                                                                |                                                                                |                                                                                | Cereceda de la Sierra                                                          | Cereceda de la Sierra                                                          |                                                                                |                                                                                |                                                                                |                                                                                |
|                                                                                | 51,8                                                                           | Nava de Francia                                                                |                                                                                |                                                                                |                                                                                |                                                                                |                                                                                |                                                                                |                                                                                |                                                                                |
|                                                                                | 54,9                                                                           |                                                                                |                                                                                | Aldeanueva de la Sierra                                                        | Aldeanueva de la Sierra                                                        | Aldeanueva de la Sierra                                                        | Aldeanueva de la Sierra                                                        |                                                                                |                                                                                |                                                                                |
|                                                                                | 55,0                                                                           |                                                                                |                                                                                | EL CABACO                                                                      | EL CABACO                                                                      | EL CABACO                                                                      | EL CABACO                                                                      |                                                                                |                                                                                |                                                                                |
|                                                                                | 55,4                                                                           |                                                                                |                                                                                |                                                                                | Tamames Salamanca                                                              | Tamames Salamanca                                                              |                                                                                |                                                                                |                                                                                |                                                                                |
|                                                                                | 55,4                                                                           | El Maíllo Ciudad Rodrigo                                                       |                                                                                |                                                                                |                                                                                |                                                                                |                                                                                |                                                                                |                                                                                |                                                                                |
|                                                                                | 55,4                                                                           | La Alberca                                                                     |                                                                                |                                                                                |                                                                                |                                                                                |                                                                                |                                                                                |                                                                                |                                                                                |
|                                                                                | 55,4                                                                           | Cereceda de la Sierra Béjar                                                    |                                                                                |                                                                                |                                                                                |                                                                                |                                                                                |                                                                                |                                                                                |                                                                                |
|                                                                                | 55,6                                                                           |                                                                                |                                                                                | EL CABACO                                                                      | EL CABACO                                                                      | EL CABACO                                                                      | EL CABACO                                                                      |                                                                                |                                                                                |                                                                                |
|                                                                                | 60,6                                                                           |                                                                                |                                                                                | EL MAILLO                                                                      | EL MAILLO                                                                      | EL MAILLO                                                                      | EL MAILLO                                                                      |                                                                                |                                                                                |                                                                                |
|                                                                                | 60,7                                                                           |                                                                                |                                                                                |                                                                                | Puebla de Yeltes                                                               | Puebla de Yeltes                                                               |                                                                                |                                                                                |                                                                                |                                                                                |
|                                                                                | 60,7                                                                           | La Alberca (Salamanca)                                                         |                                                                                |                                                                                |                                                                                |                                                                                |                                                                                |                                                                                |                                                                                |                                                                                |
|                                                                                | 61,2                                                                           |                                                                                |                                                                                | EL MAILLO                                                                      | EL MAILLO                                                                      | EL MAILLO                                                                      | EL MAILLO                                                                      |                                                                                |                                                                                |                                                                                |
|                                                                                | 62,8                                                                           |                                                                                |                                                                                | Monsagro                                                                       | Monsagro                                                                       | Monsagro                                                                       | Monsagro                                                                       |                                                                                |                                                                                |                                                                                |
|                                                                                | 65,1                                                                           |                                                                                |                                                                                | Aeródromo de El Maillo                                                         | Aeródromo de El Maillo                                                         | Aeródromo de El Maillo                                                         | Aeródromo de El Maillo                                                         |                                                                                |                                                                                |                                                                                |
|                                                                                | 70,2                                                                           |                                                                                |                                                                                | MORASVERDES                                                                    | MORASVERDES                                                                    | MORASVERDES                                                                    | MORASVERDES                                                                    |                                                                                |                                                                                |                                                                                |
|                                                                                | 70,4                                                                           |                                                                                |                                                                                | Aldehuela de Yeltes                                                            | Aldehuela de Yeltes                                                            | Aldehuela de Yeltes                                                            | Aldehuela de Yeltes                                                            |                                                                                |                                                                                |                                                                                |
|                                                                                | 70,7                                                                           |                                                                                |                                                                                |                                                                                | Río Morasverdes                                                                | Río Morasverdes                                                                |                                                                                |                                                                                |                                                                                | \| 5,10 m \|                                                                   |
|                                                                                | 70,7                                                                           |                                                                                |                                                                                | Dios le Guarde Alba de Yeltes                                                  | Dios le Guarde Alba de Yeltes                                                  | Dios le Guarde Alba de Yeltes                                                  | Dios le Guarde Alba de Yeltes                                                  |                                                                                |                                                                                |                                                                                |
|                                                                                | 70,9                                                                           |                                                                                |                                                                                | MORASVERDES                                                                    | MORASVERDES                                                                    | MORASVERDES                                                                    | MORASVERDES                                                                    |                                                                                |                                                                                |                                                                                |
|                                                                                | 77,5                                                                           |                                                                                |                                                                                | TENEBRÓN                                                                       | TENEBRÓN                                                                       | TENEBRÓN                                                                       | TENEBRÓN                                                                       |                                                                                |                                                                                |                                                                                |
|                                                                                | 77,7                                                                           |                                                                                |                                                                                | CM-CR-5 Dios le Guarde                                                         | CM-CR-5 Dios le Guarde                                                         | CM-CR-5 Dios le Guarde                                                         | CM-CR-5 Dios le Guarde                                                         |                                                                                |                                                                                |                                                                                |
|                                                                                | 77,9                                                                           |                                                                                |                                                                                | TENEBRÓN                                                                       | TENEBRÓN                                                                       | TENEBRÓN                                                                       | TENEBRÓN                                                                       |                                                                                |                                                                                |                                                                                |
|                                                                                | 82,7                                                                           |                                                                                |                                                                                | CM-211 Guadapero Serradilla del Arroyo                                         | CM-211 Guadapero Serradilla del Arroyo                                         | CM-211 Guadapero Serradilla del Arroyo                                         | CM-211 Guadapero Serradilla del Arroyo                                         |                                                                                |                                                                                |                                                                                |
|                                                                                | 88,0                                                                           |                                                                                |                                                                                | Pedro Toro                                                                     | Pedro Toro                                                                     | Pedro Toro                                                                     | Pedro Toro                                                                     |                                                                                |                                                                                |                                                                                |
|                                                                                | 92,1                                                                           |                                                                                |                                                                                |                                                                                | Salamanca                                                                      | Salamanca                                                                      |                                                                                |                                                                                |                                                                                |                                                                                |
|                                                                                | 92,1                                                                           | Ciudad Rodrigo Portugal                                                        |                                                                                |                                                                                |                                                                                |                                                                                |                                                                                |                                                                                |                                                                                |                                                                                |
|                                                                                | 92,1                                                                           | Tenebrón Béjar                                                                 |                                                                                |                                                                                |                                                                                |                                                                                |                                                                                |                                                                                |                                                                                |                                                                                |
|                                                                                | 92,3                                                                           |                                                                                |                                                                                |                                                                                | Ciudad Rodrigo                                                                 | Ciudad Rodrigo                                                                 |                                                                                |                                                                                |                                                                                |                                                                                |
|                                                                                | 92,3                                                                           | Portugal                                                                       |                                                                                |                                                                                |                                                                                |                                                                                |                                                                                |                                                                                |                                                                                |                                                                                |
|                                                                                | 92,3                                                                           | Tenebrón Béjar Salamanca                                                       |                                                                                |                                                                                |                                                                                |                                                                                |                                                                                |                                                                                |                                                                                |                                                                                |
|                                                                                | 92,6                                                                           |                                                                                |                                                                                | CIUDAD RODRIGO                                                                 | CIUDAD RODRIGO                                                                 | CIUDAD RODRIGO                                                                 | CIUDAD RODRIGO                                                                 |                                                                                |                                                                                |                                                                                |
|                                                                                | 93,6                                                                           |                                                                                |                                                                                |                                                                                | Calle Santa Ana                                                                | Calle Santa Ana                                                                |                                                                                |                                                                                |                                                                                |                                                                                |
|                                                                                | 93,6                                                                           | Lumbrales                                                                      |                                                                                |                                                                                |                                                                                |                                                                                |                                                                                |                                                                                |                                                                                |                                                                                |
|                                                                                | 93,6                                                                           | Calle San Albín                                                                |                                                                                |                                                                                |                                                                                |                                                                                |                                                                                |                                                                                |                                                                                |                                                                                |
|                                                                                | 93,6                                                                           | Calle Campo Frío                                                               | Calle Campo Frío                                                               |                                                                                | EXCEPTO TURISMOS                                                               |                                                                                |                                                                                |                                                                                |                                                                                |                                                                                |
|                                                                                | 93,6                                                                           | Serradilla del Arroyo Serradilla del Llano                                     |                                                                                |                                                                                |                                                                                |                                                                                |                                                                                |                                                                                |                                                                                |                                                                                |
|                                                                                | 93,6                                                                           | Béjar Salamanca Portugal                                                       |                                                                                |                                                                                |                                                                                |                                                                                |                                                                                |                                                                                |                                                                                |                                                                                |
|                                                                                | 94,190                                                                         |                                                                                |                                                                                |                                                                                | Salamanca                                                                      | Salamanca                                                                      |                                                                                |                                                                                |                                                                                | Ninguna                                                                        |
|                                                                                | 94,190                                                                         | Lumbrales                                                                      |                                                                                |                                                                                |                                                                                |                                                                                |                                                                                |                                                                                |                                                                                | Ninguna                                                                        |
|                                                                                | 94,190                                                                         | Portugal                                                                       |                                                                                |                                                                                |                                                                                |                                                                                |                                                                                |                                                                                |                                                                                | Ninguna                                                                        |
|                                                                                | 94,190                                                                         | Béjar                                                                          |                                                                                |                                                                                |                                                                                |                                                                                |                                                                                |                                                                                |                                                                                | Ninguna                                                                        |
| 5,10 m                                                                         |                                                                                |                                                                                |                                                                                |                                                                                |                                                                                |                                                                                |                                                                                |                                                                                |                                                                                |                                                                                |